# Нижня Колотовка
Нижня Колото́вка (рос. Нижняя Колотовка) — присілок у складі Афанасьєвського району Кіровської області, Росія. Входить до складу Гордінського сільського поселення.
Населення становить 84 особи (2010, 98 у 2002).
Національний склад станом на 2002 рік — росіяни 100 %.